# Ricardo Cavas
Ricardo Cavas Merino (Cáceres, España, 31 de julio de 1974) fue un futbolista español que actualmente es director deportivo en el CFI Alicante.

## Clubes
| Club                      | País   | Año       |
| ------------------------- | ------ | --------- |
| C. D. Logroñés            | España | 1996-2000 |
| C. D. Badajoz             | España | 2000-2001 |
| R. C. D. Espanyol         | España | 2001-2002 |
| Elche C. F.               | España | 2003      |
| Rayo Vallecano            | España | 2003-2006 |
| Alicante C. F.            | España | 2006-2009 |
| Orihuela C. F.            | España | 2011-2012 |
| Novelda C. F.             | España | 2012-2015 |
| Club Deportivo Torrevieja | España | 2015-2016 |
| CFI Alicante              | España | 2016-2017 |